# Copa da França de Futebol de 2018–19
A Copa da França de Futebol de 2018–19 foi a 102ª edição dessa competição francesa de futebol organizada pela FFF. Teve como campeão Stade Rennais Football Club que ganhou seu 3° Título.